# Pravonín
Pravonín település Csehországban, a Benešovi járásban. Pravonín Chmelná, Čechtice, Vracovice, Miřetice, Louňovice pod Blaníkem, Načeradec és Kondrac településekkel határos. Lakosainak száma 566 fő (2024. január 1.).

## Népesség
A település lakosságának változását az alábbi diagram mutatja:
| Lakosok száma | 1547 | 1393 | 1307 | 919  | 653  | 542  | 555  | 574  | 560  | 566  |
|               | 1869 | 1890 | 1921 | 1950 | 1980 | 2001 | 2017 | 2019 | 2022 | 2024 |